# Cassiano dal Pozzo
Cassiano dal Pozzo, né le 21 février 1588 à Turin et mort le 22 octobre 1657 à Rome, est un érudit italien et un mécène des arts. Secrétaire du cardinal Francesco Barberini, il était aussi antiquaire, collectionnant les œuvres du classicisme romain. Il était aussi un ami de longue date et mécène de Nicolas Poussin qu'il a aidé lorsque ce dernier est arrivé à Rome. Poussin, dans une lettre, a en effet déclaré qu'il était « un disciple de la maison et du musée de cavaliere dal Pozzo ». Docteur ayant un intérêt pour la proto-science de l'alchimie, correspondant de personnes connues comme Galilée, collectionneur de livres et maître en dessins, dal Pozzo était un lien majeur dans le réseau de scientifiques européens.

## Biographie

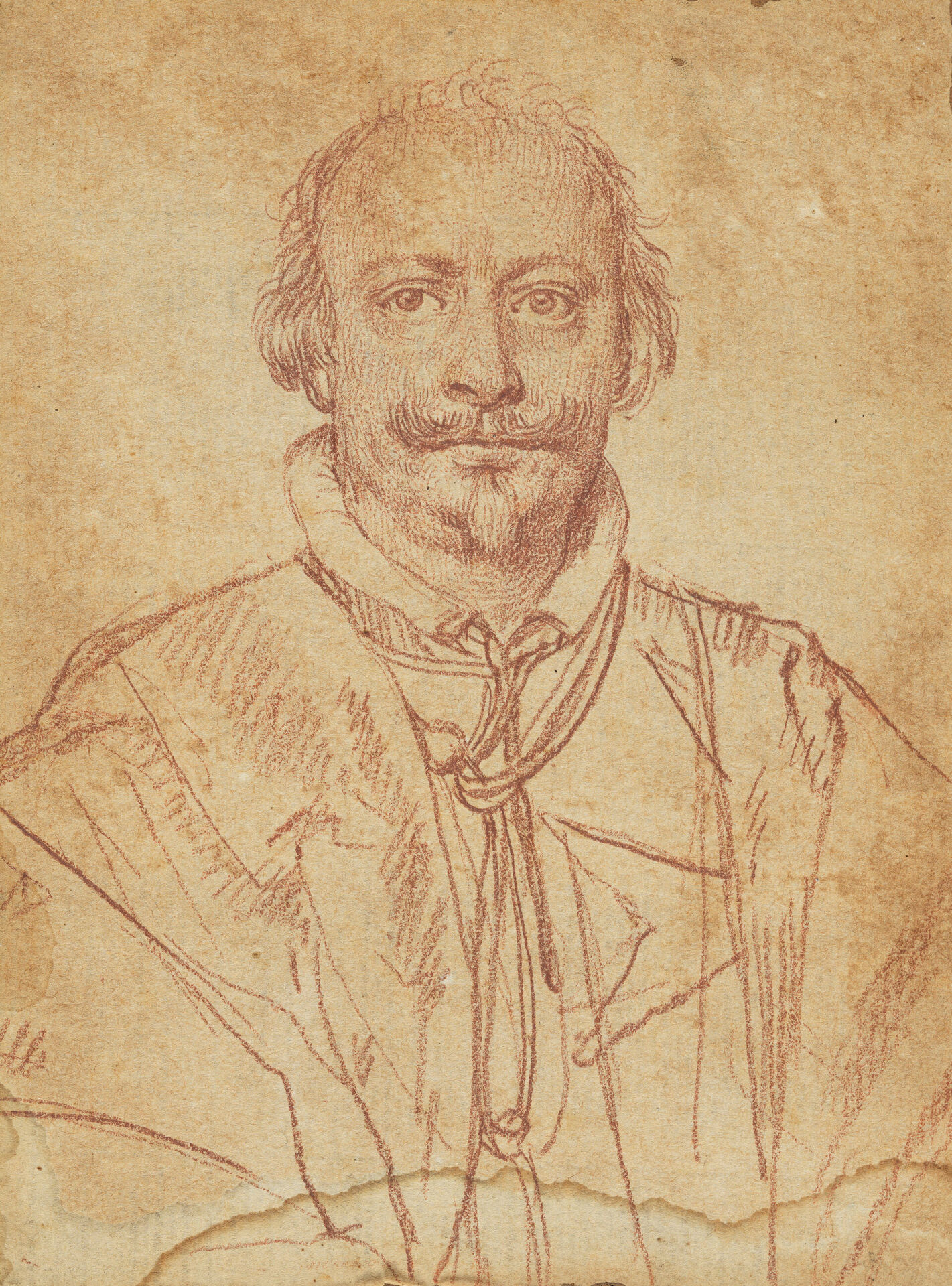
Portrait de Cassiano dal Pozzo, vers 1620.

Dal Pozzo est né dans une famille de nobles originaire de Verceil. Il était le petit-fils du premier ministre du grand-duc de Toscane. Il a grandi à Florence et a reçu son éducation à l'université de Pise. En 1612, il a déménagé à Rome où, avec un sens aigu de la diplomatie, il a évolué dans un milieu de mécènes influents et cultivés. Après avoir accédé au poste de secrétaire pour la maison du cardinal Barberini en 1623, Cassiano est devenu rapidement une personnalité prééminente de la vie intellectuelle de Rome. Dal Pozzo et le cardinal étaient tous deux membres de l'Académie des Lyncéens, la société fondée par Federico Cesi. Cassiano a vite été rejoint à Rome par son jeune frère Carlo Antonio (1606-1689) qui partageait ses inclinations artistiques et scientifiques. Son jeune frère a aussi joué un rôle significatif en enrichissant la collection que Cassiano avait commencée aux environs de 1615 et qu'il appelait son « musée de papier » (Museo Cartaceo). Mis à part des dessins d'artistes du Quattrocento et de la haute Renaissance, il a commissionné de son « giovani ben intendenti del disegno » des centaines de dessins sur des sujets antiques et sur des exemples de curiosités de toutes sortes. Cassiano avait des moulures de sculptures, comme les reliefs de la colonne Trajane que Poussin semblait avoir dessinés à cœur libre au lieu de travailler à partir de l'original (Friedlaender 1964).
Dans les collections de Cassiano dal Pozzo, on trouve des caravagesques comme Simon Vouet, Artemisia Gentileschi ou le Caravage lui-même, des artistes baroques, comme Pierre de Cortone et Gian Lorenzo Bernini, ou encore le sculpteur classique Alessandro Algardi. Son mécénat est cependant indissociablement lié au nom de Nicolas Poussin, qui représentait pour lui le peintre qui ne s'était jamais éloigné « de la voie droite et étroite de la peinture classique », selon l’expression de Francis Haskell. Il lui commanda la série des Sept Sacrements, sept tableaux illustrant chacun un des sacrements et lui confia l'illustration du Trattatto della Pittura de Léonard de Vinci.
Ses étroites connexions avec les principaux scientifiques européens, comme Galilée, et avec des érudits et philosophes l'ont gardé complètement informé des découvertes les plus récentes en archéologie et autres domaines scientifiques pour lesquelles il a tenté d'offrir dans son musée un document visuel dans chacun des cas. Cassiano semble aussi avoir été le mécène d'une publication de manuscrits par Matteo Zaccolini sur le thème de la peinture.
Cassiano a accumulé des illustrations de sculptures romaines et d'autres antiquités y compris les dessins au sujet de et faits par Pirro Ligorio ainsi que des œuvres du début de l'époque médiévale. De plus, il a collectionné un grand éventail d'échantillons d'histoire naturelle, d'échantillons géologiques et de fossiles, des illustrations botaniques et des dessins d'observations au microscope. Bref, un véritable cabinet de curiosités. En tant qu'antiquaire, Cassiano a appliqué une nouvelle méthodologie systématique : les monuments classiques étaient laborieusement mesurés, dessinés et glosés. Cette méthode ne deviendra pas courante avant le milieu du XVIIIe siècle. Il a classé cette accumulation d'œuvres de façon thématique selon le testament qu'ils représentaient à propos des cultes antiques, des coutumes, des styles vestimentaires et de l'architecture. Ce « musée » n'a jamais été publié, quoi qu'un projet soit en cours, mais dal Pozzo le mit généreusement à la disposition des érudits de Rome.
À la mort de Federico Cesi, Cassiano dal Pozzo et Francesco Stelluti se chargèrent de préserver son précieux héritage d'instruments, de livres et de recherches. Cassiano fit l’acquisition de la bibliothèque de Cesi pour éviter que celle-ci ne fut dispersée. Il l’installa avec une partie du cabinet d'histoire naturelle de Cesi dans son palais de la via Chiavari, situé derrière l’église Sant'Andrea della Valle. Son aide financière et intellectuelle aida Les Lynx à accomplir leur monument le plus durable, Il Tesoro Messicano, qui fut imprimé entre 1628 et 1651.
La peintre de natures mortes, Giovanna Garzoni, fit partie de son cercle lors de son premier séjour à Rome dans les années 1630 et après son installation définitive en 1650.
Après la visite à Rome en 1636 du médecin anglais George Ent (en), devenu plus tard un membre de la Royal Society, une correspondance s'ensuivit avec des lettres d'un intérêt considérable. Cassiano a envoyé des spécimens de bois pétrifié "Ent" et un dessus de table fait de bois pétrifié qui venait des possessions de Federico Cesi à Acquasparta. Les spécimens et le dessus de table ont été montrés à certaines des premières rencontres de la Royal Society et ont joué une part significative dans le développement du débat sur l'origine des fossiles. La correspondance documente aussi les échanges de livres entre Londres et Rome. Parmi les sujets médicaux, la correspondance documente des nouvelles de William Harvey et ses travaux. Il correspondait également avec Marco Aurelio Severino.
Son biographe contemporain était Carlo Dati et l'élogieuse œuvre biographique, Delle lodi del Commendator Cassiano dal Pozzo, a été imprimée à Florence en 1664. Son portrait fait par Jan Van de Hoeck a été inclus dans l'exposition Cassiano dal Pozzo. I segreti di un Collezionista en l'an 2000. Un portrait sculpté par Giulano Finelli est passé en vente publique à Rome le 29 mai 2008 chez Finarte, lot no  22.